# قرة صوفي
قرة صوفي (بالفارسية: قره‌صوفی) هي منطقة سكنية تقع في قسم تشاراويماق الجنوبي الغربي الريفي في إيران. يقدر عدد سكانها بـ 94 نسمة .